# Syracuse Savings Bank Building
Syracuse Savings Bank Building, también conocido como edificio Bank of America y como Fleet Bank Building, es un edificio histórico de estilo neogótico construido en 1876 en la ciudad de Syracuse, en el estado de Nueva York. Fue diseñado por Joseph Lyman Silsbee, entonces de 26 años.
Está ubicado en 102 N. Salina Street, al otro lado del bulevar Erie desde el Gridley Building.

## Historia
Su construcciòn comenzó en 1875 junto al Canal Erie.  Se inauguró en 1876 con 51 m de altura, lo que lo convirtiò en el edificio más alto de Syracuse.
Su ascensor de pasajeros, el primero en Syracuse, fue una curiosidad que atrajo a los visitantes. El edificio costó 281 000 dólares y fue construido entre 1875 y 1876.
Syracuse Savings operó desde 1849 hasta 1987, cuando fue adquirido por Norstar Bank.
En los años 1930 se agregó una estructura de acero al interior de la torre para mejorar el soporte estructural.
Se dice que Silsbee estableció su oficina en la parte superior de la torre hasta que se mudó en la década de 1880 a Chicago.
En la actualidad es el 13.ª edificio más alto de la ciudad.
El inquilino principal actual del edificio, en los primeros cuatro pisos, es Bank of America. Fue comprada en 2007 por una corporación de responsabilidad limitada con cuatro directores locales por 1,75 millones de dólares.
En 2019 se anunció que sus pisos superiores se convertirán en 22 apartamentos por los mismos desarrolladores que algunos años habían remodelado el White Memorial Building, también de Silsbee.

## Arquitectura
Cuenta con varios numerosos detalles neogóticos, incluidos los picos empinados del techo y las ventanas con arcos apuntados. Está rematado por una alta torre cuadrada con un empinado techo piramidal.
Sus paredes de arenisca marrón se destacan con arenisca de color marrón rojizo. Sus características arquitectónicas aparecen incluso en el costado del edificio que daba al canal Eire, que se rellenó en la década de 1920 y ahora es el bulevar Erie.

## Galería

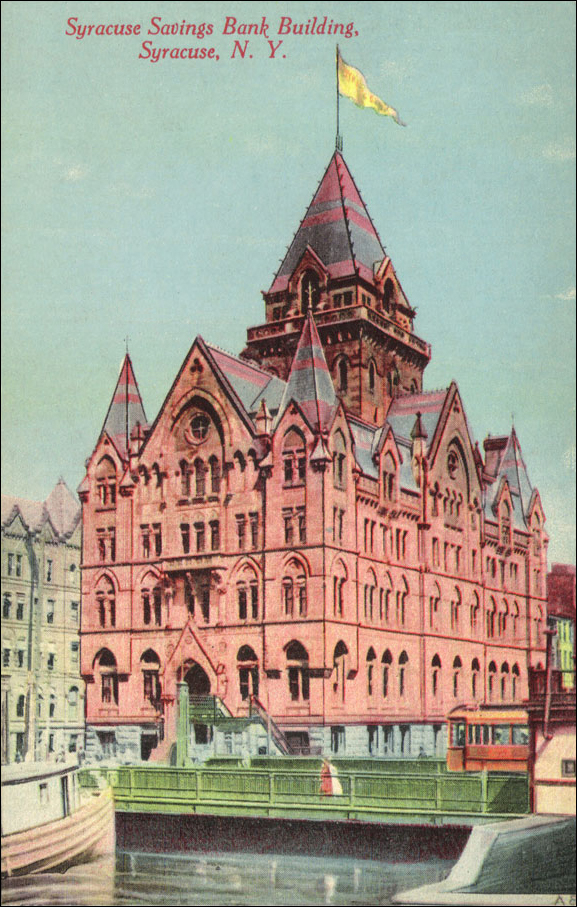
El edificio en 1900
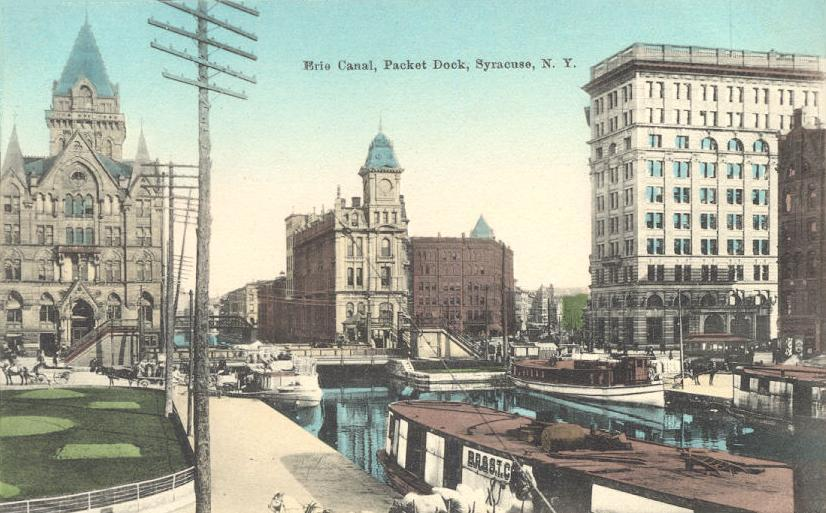
El canal Erie a su paso por Syracuse
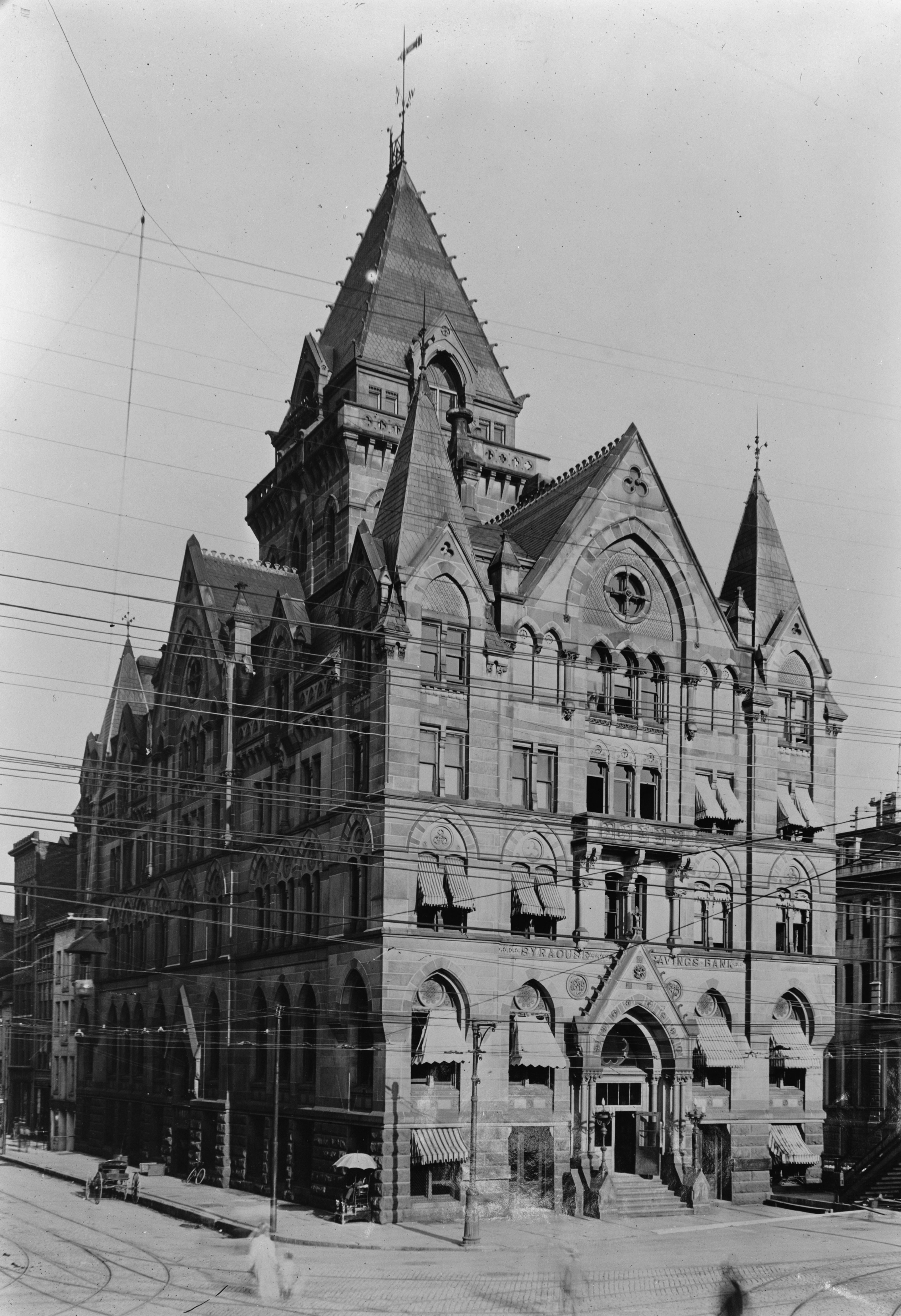
Fotografía de principios de siglo XX
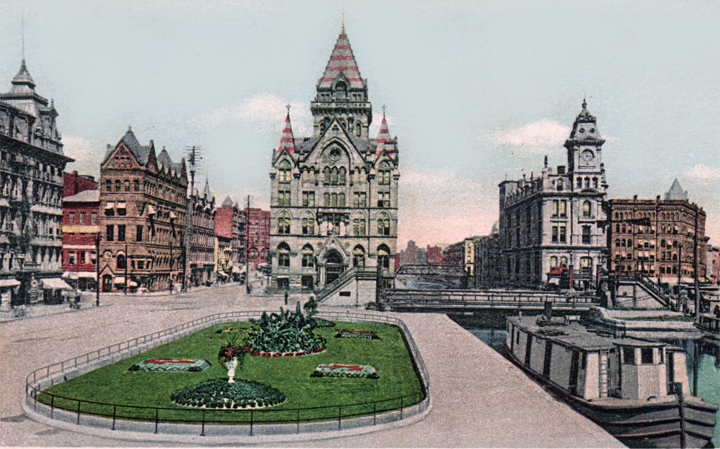
Clinton Square en 1920
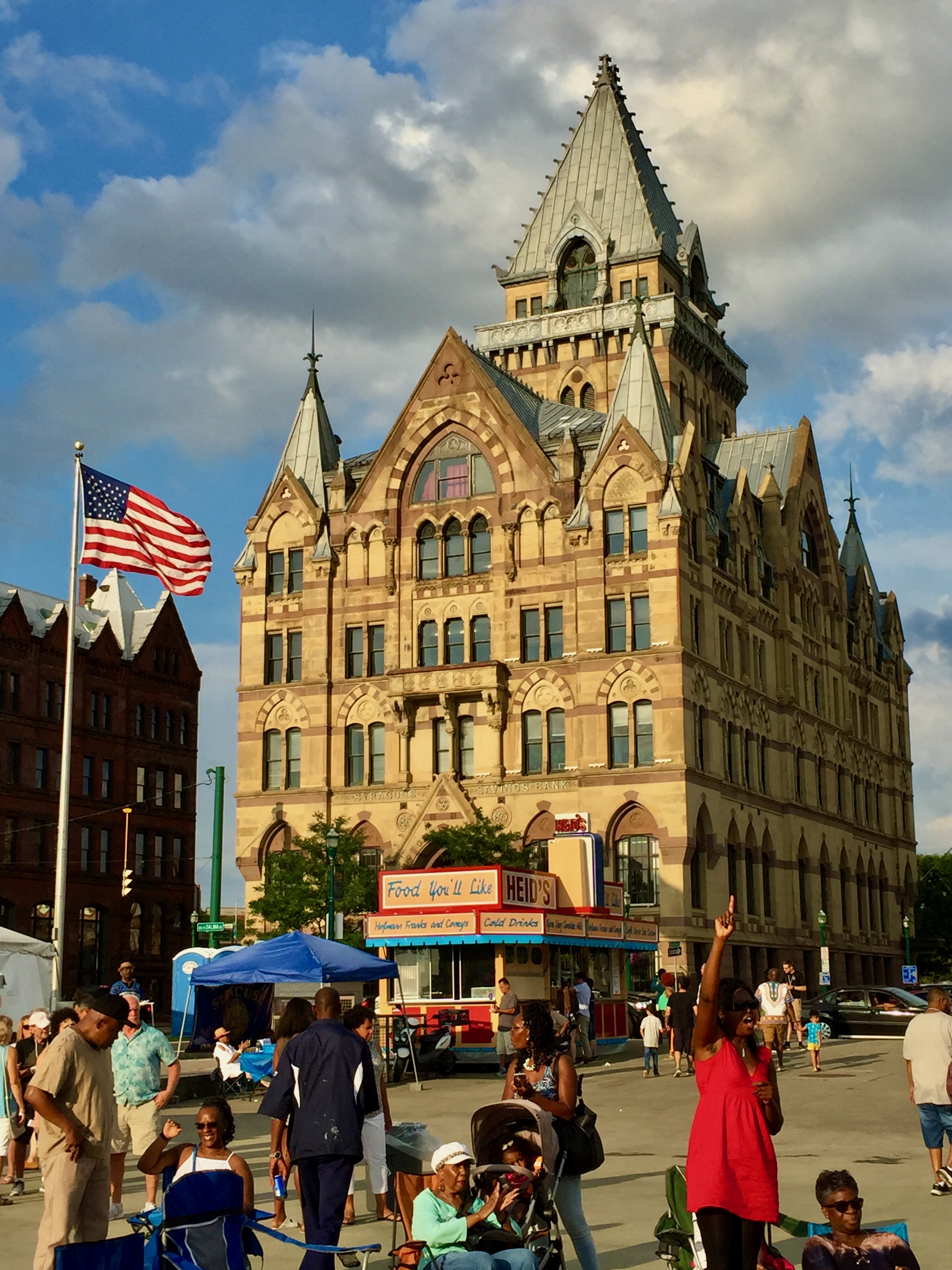
Desde Clinton Square
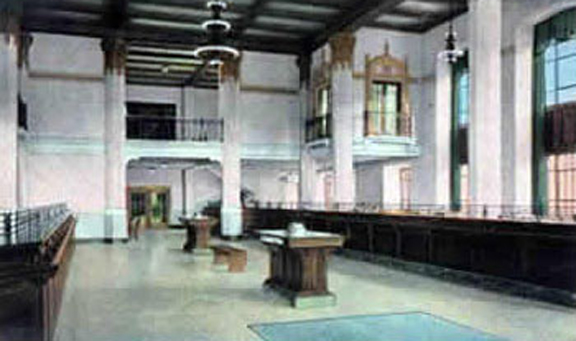
Vista interior